# (18391) 1992 PO1
(18391) 1992 PO1 est un astéroïde de la ceinture principale d'astéroïdes découvert en 1992.

## Description
(18391) 1992 PO1 a été découvert le 8 août 1992 au Centre de recherches en géodynamique et astrométrie (CERGA), à Caussols en France, par Eric Walter Elst.

### Caractéristiques orbitales
L'orbite de cet astéroïde est caractérisée par un demi-grand axe de 2,40 UA, un périhélie de 1,80 UA, une excentricité de 0,25 et une inclinaison de 3,13° par rapport à l'écliptique. Du fait de ces caractéristiques, à savoir un demi-grand axe compris entre 2 et 3,2 UA et un périhélie supérieur à 1,666 UA, il est classé, selon la JPL Small-Body Database, comme objet de la ceinture principale d'astéroïdes.

### Caractéristiques physiques
(18391) 1992 PO1 a une magnitude absolue (H) de 15,2 et un albédo estimé à 0,143.